# 2943 Генріх
2943 Генріх (2943 Heinrich) — астероїд головного поясу, відкритий 25 серпня 1933 року.
Тіссеранів параметр щодо Юпітера — 3,447.